# Molophilus koorang
Molophilus koorang är en tvåvingeart som beskrevs av Günther Theischinger 1992. Molophilus koorang ingår i släktet Molophilus och familjen småharkrankar. Inga underarter finns listade i Catalogue of Life.